# Mwinilunga

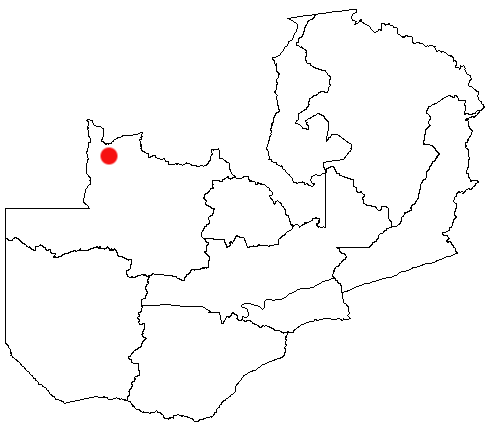
Locatie van Mwinilunga in Zambia

Mwinilunga is een stad in de Noordwestprovincie in Zambia. Het ligt aan de "West Lunga River", niet ver van de grens van Congo-Kinshasa en Angola.
De stad had een populatie van ongeveer 14,500 in het jaar 2006. De Chilundasprekende Kanongesha-Lundame zijn de grootste etnische groep.
Mwinilunga is een van de natste plekken in Zambia met jaarlijks 1400 mm regen in het regenseizoen van oktober tot mei. De stad heeft een klein vliegveld.